# Попов, Александр Михайлович (Герой Социалистического Труда)
Алекса́ндр Миха́йлович Попо́в (15 мая 1927— 2 мая 1996) — оператор свинооткормочного комплекса совхоза «Боровчанин», Герой Социалистического Труда (1966).

## Биография
Родился в многодетной семье Михаила Григорьевича и Прасковьи Тимофеевны Поповых в деревне Карпово Старорусского уезда Новгородской губернии. В семье росли ещё три дочери: Анна, Мария и Нина.
В 1941 году закончил 4-й класс школы. После оккупации Ленинградской области немцами, семья ушла в лес. Пытаясь вернуться в родное село, они наткнулись на немецких солдат. Во время отправления в лагерь родителям с двумя дочерьми удалось скрыться, Александр и Анна оказались в лагере, откуда спустя какое-то время ему удалось бежать. После освобождения области Попов был направлен в школу сержантов, потом учился на топографического вычислителя. В истребительном противотанковом артиллерийском полку был шофёром, потом командиром отделения, старшим механиком. В 1951 году после демобилизации три года работал в геологической экспедиции.
В 1954 году Попов вернулся на родину, где начал работать водителем ЗИС-150 в совхозе «Боровичанин». Позднее возглавил внедрение комплексной механизации при откорме свиней. Он первым в области применил новую технологию откорма животных. При реконструкции свинарника были убраны станки, на ферме было введено бесстаночное свободно-выгульное содержание с применением самокормушек. Установлены скребковые транспортёры для уборке навоза, механизирована кормокухня, проложены трубы для подачи жидких кормов в кормушки. 3 мая 1960 года А. М. Попов принял для откорма 1555 свиней, которых раньше обслуживало 20 человек. Всего за 5 месяцев Попов откормил 2290 свиней, сдав государству 2178 центнеров мяса. За пять с половиной лет А. М. Попов вместе с помощником А. А. Полисадовым откормил 22,5 тысяч свиней общим весом 15 000 центнеров.
В 1966 году Александру Михайловичу Попову было присвоено звание Героя Социалистического Труда.
В феврале 1974 года А. М. Попов перешёл в новый свиноводческий совхоз «Новгородский». При норме в 2000 свиней он обслуживал 3000. Затем нагрузка была увеличена до 3800. В завершающем году пятилетки Александр Михайлович вместе с сыном Александром сдали около 5800 центнеров свинины при обязательстве в 5700. Позднее А. М. Попов был назначен начальником цеха совхоза.
А. М. Попов избирался депутатом Верховного Совета СССР, был членом Новгородского обкома КПСС, делегатом XXII и XXIV съездов КПСС.
Проживал в деревне Чечулино Новгородского района.
Скончался 2 мая 1996 года.

## Награды
- Большая золотая медаль ВДНХ;
- Бронзовая медаль ВДНХ;
- Почётные грамоты Президиума ВЦСПС, обкома партии, райисполкома, облисполкома, райкома партии и райисполкома, общества «Знание»;
- Знак «Отличник социалистического соревнования РСФСР»;
- Орден Октябрьской Революции;
- Орден Ленина;
- Звание Героя Социалистического Труда (1966).

## Книги
А. М. Попов был автором ряда изданий, посвящённых откорму свиней:
- Массовый откорм свиней / А. М. Попов; лит. запись И. М. Малышева. — М.: Сельхозиздат, 1961. — 47 с.: ил. — 31000 экз[3].
- Каждый день 646 килограммов свинины/Советская Россия, 1961. — 19 с[4].